# دبلیودبلیوئی مانع: آخر خط
مانع: آخر خط (به انگلیسی: Roadblock: End of the Line) یک رویداد غیر رایگان (Pay-Per-View) در کشتی حرفه‌ای می‌باشد که توسط کمپانی دبلیودبلیوئی برای برَند راو تهیه می‌شود و این دوره اش هم در ۱۸ دسامبر ۲۰۱۶ در مجموعه ورزشی پی‌پی‌جی پینتس ارینا شهر پیتسبرگ ایالت پنسیلوانیا برگزار شد. این دومین رویداد با عنوان مانع بود، ولی اولین رویداد ویژه(PPV) از این نام است.

## زمینه‌سازی
مانع شامل مسابقاتی بین دشمنی‌های موجود، ماجراهای پیش آمده و استوری‌هایی خواهد بود که پیش از این در برنامه راو پخش شده بود. کشتی‌گیرها با توجه به مسابقات یا سری اتفاقاتی که برایشان رخ می‌دهد و تنش را به حد اکثر می‌رساند، نقش منفی یا قهرمان به خود می‌گیرند.
مسابقه اصلی رویداد که از طرف پی‌پی‌جی پینتس ارینا اعلام شد قرار شد که بر سر کمربند یونیورسال دبلیودبلیوئی باشد و طی آن رومن رینز قهرمان کمربند ایالات متحده به مصاف کوین اونز قهرمان کمربند یونیورسال دبلیودبلیوئی برود.

## نتایج
| #                                                                                                 | نتایج                                                                               | نوع مسابقه                                                 | مدت زمان |
| ------------------------------------------------------------------------------------------------- | ----------------------------------------------------------------------------------- | ---------------------------------------------------------- | -------- |
| ۱پ                                                                                                | روسف (با همراهی لانا) پیروز مقابل بیگ کَس (با همراهی اِنزو اَموره)                     | مسابقه تک نفره                                             | ۴:۳۰     |
| ۲                                                                                                 | شیمس و سِزارو پیروز مقابل (د نو دی (بیگ ای، کوفی کینگستون با همراهی زِیویِر وودز)) (c) | مسابقه تگ تیم برای قهرمانی کمربندهای تگ تیم راو            | ۱۰:۱۰    |
| ۳                                                                                                 | سمی زین پیروز مقابل براون استرومن با شکست نخوردن طی محدوده زمانی                    | مسابقه تک نفره با محدوده زمانی ده دقیقه.                   | ۱۰:۰۰    |
| ۴                                                                                                 | سث رالینز پیروز مقابل کریس جریکو                                                    | مسابقه تک نفره                                             | ۱۷:۰۵    |
| ۵                                                                                                 | ریچ سوان (c) پیروز مقابل تی.جی. پرکینز و د براین کندریک                             | مسابقه تریپل ترت برای قهرمانی کمربند میان‌وزن دبلیودبلیوئی  | ۶:۰۰     |
| ۶                                                                                                 | شارلوت فلِر پیروز مقابل ساشا بنکس (c) با نتیجه ۳-۲ در وقت اضافه                      | مسابقه مردان آهنین ۳۰ دقیقه‌ای برای قهرمانی کمربند زنان راو | ۳۴:۴۵    |
| ۷                                                                                                 | کوین اونز (c) پیروز مقابل رومن رینز با سلب صلاحیت                                   | مسابقه تک نفره برای قهرمانی کمربند یونیورسال دبلیودبلیوئی  | ۲۳:۲۰    |
| - (c) – نشان‌دهنده قهرمان(هایی) است که به میدان می‌روند - پ – نشان‌دهنده این است که مسابقه در پری–شو |                                                                                     |                                                            |          |

### مسابقه مردان آهنین
| امتیاز | برنده      | نحوه برد | زمان  |
| ------ | ---------- | -------- | ----- |
| ۱–۰    | شارلوت فلر | پین      | 19:45 |
| ۱–۱    | ساشا بنکس  | پین      | 21:40 |
| ۱–۲    | ساشا بنکس  | تسلیم    | 24:00 |
| ۲–۲    | شارلوت فلر | تسلیم    | 29:58 |
| ۳–۲    | شارلوت فلر | تسلیم    | 34:45 |